# AK–725
Az AK–725 szovjet hajófedélzeti, 57 mm-es automata tüzérségi rendszer. Egyaránt használható vízi, szárazföldi és légi célok ellen. Hajók elleni rakéták és robotrepülőgépek ellen nem hatékony.

## Története
A korábbi hajófedélzeti 57 mm-es tüzérségi eszközök, a ZIF–31 és ZIF–75 leváltására tervezték. Ezek az eszközök nyitottak voltak, a kezelőszemélyzet nem rendelkezett védettséggel, a lőszeradagolás kézzel történt, a lövegcső léghűtése pedig elégtelen volt. A zárt toronyban elhelyezett tüzérségi rendszer kifejlesztését az szovjet flotta főparancsnokának helyettese 1956. november 30-án hagyta jóvá. ZIF–72 gyári jelzéssel a fejlesztés a leningrádi Arszenal tervezőirodában (CKB–7) Alekszej Ivanovics Arefjev és Pjotr Alekszandrovics Tyurin főkonstruktőrök irányításával folyt.
A terveket 1958. április 14-én hagyták jóvá. A 7. sz. gyárban 1959-ben készült el a prototípus, amellyel 1959. január 31. és 1960 márciusa között folytak a gyári tesztek. A lőtéri teszteket 1960. április 25. és május, majd augusztus és december között hajtották végre. A tesztek során problémát jelentett a lövegcsövek alacsony élettartama. Ezeket átdolgozták, 1962-ben legalább 750 lövés élettartamú lövegcsövet használtak. A hajófedélzeti próbák egy 204. tervszámú hajón 1963. január 4. és július 5. között folytak. A rendszert a sikeres tesztek után 1964. május 23-án rendszeresítették AK–725 jelzéssel. A rendszer gyári jelzése ZIF–72 maradt, míg a beépített löveg gyári jelzése ZIF–74.
A sorozatgyártást az Arszenal gépgyár végezte 1961-től 1988-ig. Az 1960–1970-es években széleskörűen alkalmazták a szovjet hadihajók tüzérségi rendszereként, de külföldre is exportálták.

## Jellemzői
A rendszer fő eleme a forgatható torony, melybe két, párhuzamosított 57 mm-es automata ágyút építettek, melyek vízhűtésű lövegcsővel rendelkeznek. A teljes rendszer össztömege 17,3 tonna. Mind a torony, mind a lövegek mozgatása elektromos. 
A torony felépítménye 6 mm vastagságú, belül bordázattal megerősített lemezekből összeállított alumíniumszerkezet. Hermetikusan zárt, nem páncélozott. Ez jelenti a rendszer egyik fő hiányosságát.
A fegyvert nagy tűzgyorsaság jellemzi, percenként 200 lövés leadására képes, ami a hevederes lőszeradagolásnak köszönhető. A lőszert a torony alatt elhelyezkedő hengeres tárból szállítja a hevederes adogató rendszer a lövegekhez.  A gépágyúkhoz az SZ–60, ZIF–74, ZIF–71 és ZIF–75 tüzérségi rendszerekhez is alkalmazott 57 mm-es lőszert használják. A lőszere nyomjelzős repeszgránáttal ellátott, egybeszerelt lőszer, csapódó gyújtóval. A lövedék tömege 36 kg. A rendszer teljes lőszer-javadalmazása 1000 darab. Maximális lőtávolsága 13 km. A lövedék kezdősebessége 1020 m/s.
A rendszert MR–103 Barsz rádiólokátoros tűzvezető rendszerrel szerelték fel. Szükség esetén optikai irányzással, kollimátoros távcsővel egy külső harcálláspontból kezelhető. A tűzvezető rádiólokátor hatótávolsága 40 km. Az MR–103 rádiólokátorát a lövegtorony közelében, többnyire mögötte és felette helyezték el.
Egyes hajókon a löveghez használják az MR–123 Vimpel rádiólokátoros tűzvezető rendszert, amely többféle tüzérségi rendszer, pl. az AK–725 és az AK–630 rendszer egyidejű tűzvezetésére alkalmas. Ennél is lehetséges az optikai irányzás. Az MR–123 rádiólokátorának hatótávolsága tengeri cél (pl. hajó) esetén 75 km, repülőgép esetén 7 km.

## Alkalmazása

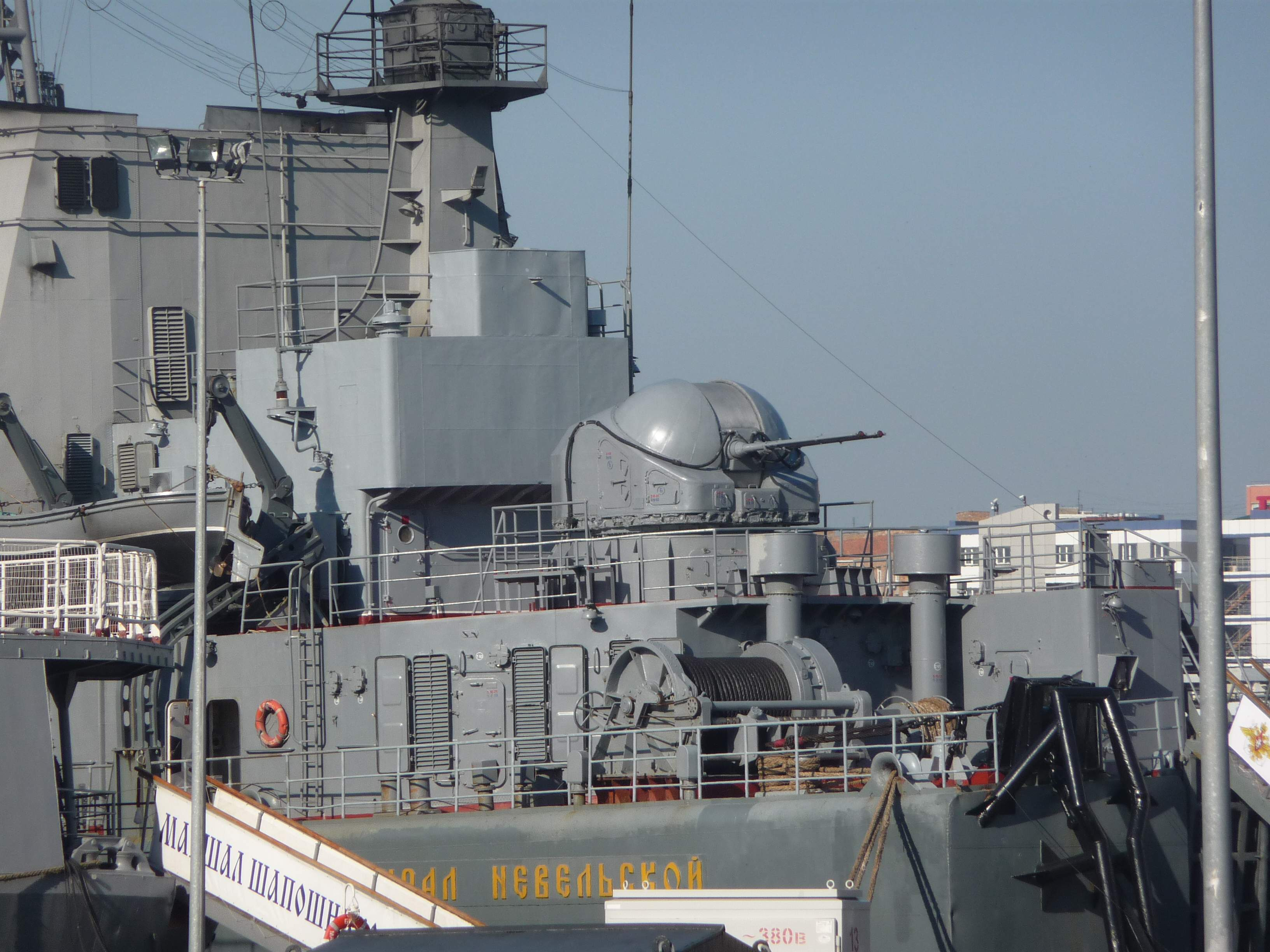
AK–725 az orosz Távol-keleti Flottához tartozó Admiral Nyevelszkoj deszanthajón

A tüzérségi rendszert az alábbi hajótípusokon alkalmazták:
- 1123 Kondor (Moszkva-osztály)
- 1171 Tapir
- 775
- 1124 Albatrosz (csak néhány változatánál)
- 1234 Ovod
- 1134 Berkut
- 1134A Berkut–A
- 1833 Pegasz (csak egy példány készült, a Berezina)
- 1886
- 323
- 1559 Morszkoj prosztora

## Műszaki adatok
- Űrméret: 57 mm
- Gépágyúk száma: 2 db
- Kaliberhossz: L/75
- Irányzási szögek:
- Függőleges síkban: –12° – 85°
- Vízszintes síkban: ±200°
- Magassága (az alaptól): 2405 m
- Tömeg: 14 500 kg
- Egy cső tűzgyorsasága: 100 lövés/perc
- Leghosszabb sorozat: 100 lövés
- Maximális lőtávolság: 8420 m
- Lövedék kezdősebessége: 1020 m/s